# ČSD E 225.0
A ČSD E 225.0 egy Bo tengelyelrendezésű csehszlovák villamosmozdonysorozat volt. 1906-ban gyártotta a František Křižík és a Lokomotivfabrik der StEG. Összesen egy db készült belőle. A ČSD 1962-ben selejtezte.